# St.-Barbara-Kirche (Harenberg)

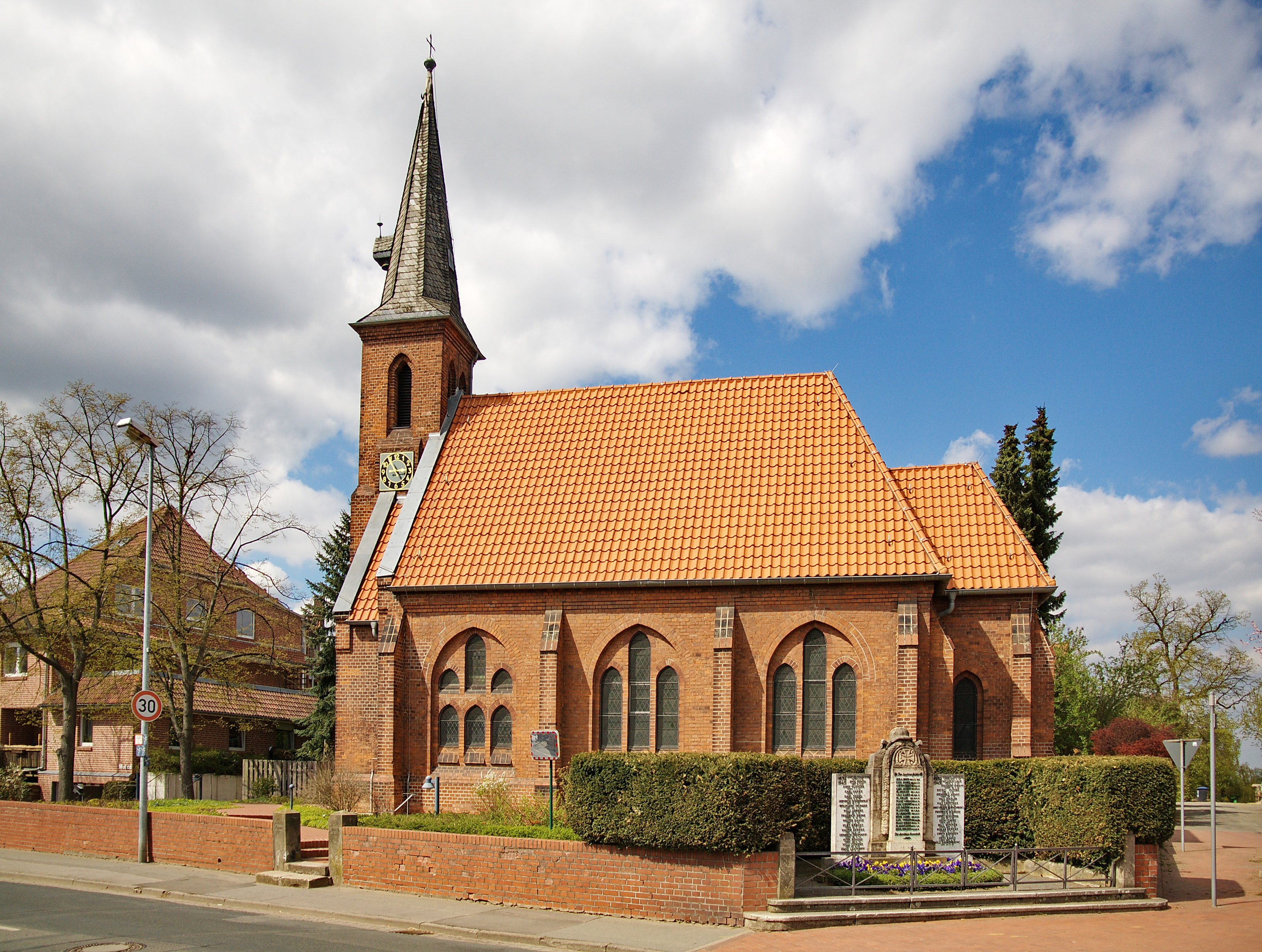
Barbarakirche in Harenberg

Die denkmalgeschützte evangelisch-lutherische St.-Barbara-Kirche ist ein Kirchenbau in Harenberg bei Hannover und gehört zur Barbara-Kirchengemeinde Harenberg-Döteberg im Stadtkirchenverband Hannover der Landeskirche Hannovers.

## Geschichte
Seit dem Mittelalter gab es eine Kapelle in Harenberg, die zum Kirchspiel Seelze gehörte. Im Jahr 1882 löste die heutige neugotische Kapelle die Fachwerkkapelle ab, die bis dahin existierte. Die heutige Kapelle wurde nach Plänen von Conrad Wilhelm Hase neu errichtet. Im Jahr 1959 wurde Harenberg mit Döteberg eine eigenständige Kirchengemeinde.

## Altar
Der Flügelaltar aus dem Jahr 1880 zeigt die Darstellung von Maria auf der Mondsichel, flankiert von der Patronin Barbara und Johannes dem Täufer. In den Flügeln sind die heilige Katharina und Jakobus dargestellt.